# Trabrennbahn Mönchengladbach

Trabrennbahn Mönchengladbach

Die Trabrennbahn Mönchengladbach ist die älteste Trabrennbahn Deutschlands. Sie liegt in der Nähe des Mönchengladbacher Flughafens im Stadtteil Flughafen. Nach mehreren Namensänderungen und Vereinsneugründungen ist seit 2008 der „Verein zur Förderung des Rheinischen Trabrennsportes e. V.“ Organisator des Rennbetriebs. Renntage finden in der Regel ein bis zwei Mal im Monat statt.

## Geschichte
Bereits 1892 wurde der „Verein zur Förderung der Traberzucht des Niers-Nordkanal-Bezirks“ gegründet als Vorläufer der Rennvereine der Niersbrücke. Im August 1893 fanden dann die ersten Rennveranstaltungen auf den Nierswiesen statt.
Aufsehenerregend war der Einsturz einer Besuchertribüne im Jahr 1922. Das Unglück ereignete sich während einer Rennveranstaltung, als die überfüllte Holztribüne während des Zieleinlaufs unter den jubelnden Besuchern nachgab.
Nach dem Zweiten Weltkrieg wurde die Trabrennbahn modernisiert und ausgebaut, im Jahr 1969 erhielt sie den Status einer A-Bahn, seit 1972 werden die Rennen auch über eine bahneigene TV-Anlage vor Ort und extern übertragen.
Im September 1993 wurde das 100-jährige Bestehen der Bahn mit einer Festwoche gefeiert, im gleichen Jahr fand in Mönchengladbach auch die Weltmeisterschaft der Trabrenn-Berufsfahrer statt. Zum 110-jährigen Jubiläum wurde 2003 ein Tag der offenen Tür veranstaltet, anlässlich des 125-jährigen Bestehens 2018 fand an der Rennbahn an der Niersbrücke ein Doppelrenntag statt.
Das in seiner heutigen Form im Jahr 1984 angelegte Geläuf wurde im Frühjahr 2019 aufwändig saniert, dabei wurde der bisherige Sandbelag durch einen markanten, anthrazitfarbenen Belag aus Basaltsplit ersetzt.
Im September 2019 wurde bekannt, dass die Entwicklungsgesellschaft der Stadt Mönchengladbach (EWMG) den Pachtvertrag für die Trabrennbahn auf Ende Dezember 2021 zugunsten des Flughafenausbaus gekündigt hat.
Stand März 2025 finden weiterhin Trabrennen statt.